# Svante Weyler
Svante Rune Weyler, född 24 november 1953 i Brännkyrka församling i Stockholm, är en svensk förläggare, författare och journalist.
Weyler har bland annat varit Sveriges Radios korrespondent i Berlin 1991–1994. Weyler var redaktör på Ord&Bild 1979–1985 samt har varit kulturskribent på Expressen och Sydsvenskan. Han var tidigare förläggare och förlagschef på Norstedts  men drev från 2007 till pensionen 2018 Weyler förlag. Han är ordförande i föreningen Svenska kommittén mot antisemitism. 
Weyler fullgjorde sin värnplikt på Arméns tolkskola, i Skövde och Uppsala, 1972–1973. 

## Filmografi
- 1993 – Morfars resa